# Копичиньский, Анджей
Анджей Копичиньский (пол. Andrzej Kopiczyński; 15 апреля 1934, Мендзыжец-Подляски, Люблинское воеводство, Польская Республика — 13 октября 2016, Варшава, Польша) — польский актёр театра, кино, телевидения и радио.

## Биография
Актёрское образование получил в Киношколе в Лодзи, которую окончил в 1958 году. Дебютировал в кино в 1957 году, в театре в 1958 году. Актёр театров в разных городах (Ольштын, Быдгощ, Кошалин, Щецин, Варшава). Выступал в спектаклях Театра Телевидения  и Театра Польского радио.

## Избранная фильмография
- 1957 — Настоящий конец большой войны / Prawdziwy koniec wielkiej wojny
- 1958 — Позвоните моей жене / Co řekne žena?
- 1964 — Конец нашего света / Koniec naszego świata — капо по прозвищу «Кровавый Йозек»
- 1965 — Горячая линия / Gorąca linia
- 1966 — Терпкий боярышник / Cierpkie głogi
- 1967 — Юлия, Анна, Геновефа... / Julia, Anna, Genowefa... — Марек Рутович
- 1969 — Красная рябина / Jarzębina czerwona
- 1970 — Правде в глаза / Prawdzie w oczy
- 1970 — Колумбы / Kolumbowie (только в 5-й серии)
- 1970 — Ловушка / Pułapka — майор Ян Райнер — главная роль
- 1972 — 150 км в час / 150 na godzinę
- 1972 — Коперник / Kopernik — Николай Коперник — главная роль
- 1972 — Эликсир дьявола / Die Elixiere des Teufels / Elixíry ďábla (ГДР / Чехословакия)
- 1974—1977 — Сорокалетний / 40-latek
- 1976 — Я — мотылёк, или Роман сорокалетнего / Motylem jestem, czyli romans 40-latka
- 1978 — Жизнь, полная риска / Życie na gorąco (только в 6-й серии)
- 1981 — Любовь тебе всё простит / Miłość ci wszystko wybaczy
- 1982 — Знахарь / Znachor — доктор Павлицкий
- 1987 — Райская птица / Rajski ptak
- 1988 — Невероятное путешествие Бальтазара Кобера / Niezwykła podróż Baltazara Kobera
- 1990 — Корчак / Korczak — директор польского радио
- 1999 — Огнём и мечом / Ogniem i mieczem — хорунжий Зацвилиховский
- 2011 — Варшавская битва. 1920 / 1920 Bitwa Warszawska — священник

## Признание
- 1963 — Приз Польского радио для молодого актёра (Фестиваль русских и советских пьес в Катовице).
- 1975 — Золотой Крест Заслуги.
- 1978 — Награда «Комитета в дела радио и телевидение» 1-й степени.
- 2015 — Серебряная Медаль «За заслуги в культуре Gloria Artis».
- 2016 — Офицер ордена Возрождения Польши (посмертно).